# Gerarda Grootenraay
Gerarda Wijnanda Jacoba Grootenraay, född 21 januari 1753, död 1809, var en nederländsk poet. Hon var från 1782 hedersmedlem i akademin Rotterdamse dichtgenootschap Studium Scientiarum Genitrix (SSG), och från 1806 i Rotterdamse afdeling van de Bataafsche Maatschappij van Taal- en Dichtkunde.  
Dotter till major Johan Grootenraay (1721-1799), Elisabeth Brienen (1732-1799). 